# Bandera de Sant Jaume d'Enveja
La bandera oficial de Sant Jaume d'Enveja té la descripció següent:
Bandera apaïsada de proporcions dos d'alt per tres de llarg, amb tres faixes ondades blanques, situades al terç central del drap. La del mig, que representa el riu Ebre, més ampla que les altres dues, que representen l'espiga d'arròs i la torre de les armes del municipi.

## Història
Fou aprovada el 29 de gener del 1990 i publicada al DOGC núm. 1255, del 14 de febrer del mateix any. Està basada en l'escut heràldic de la localitat.